# Internationales Hochschulinstitut Zittau
Das Internationale Hochschulinstitut Zittau (IHI) war die jüngste der sächsischen Universitäten im Freistaat Sachsen. Sie wurde am 15. Februar 1993 gegründet. Seit 1. Januar 2013 gehört das IHI als Zentrale Wissenschaftliche Einrichtung zur TU Dresden. Grundlage bildet ein Beschluss des Sächsischen Landtags vom 26. September 2012 im Rahmen des neuen „Hochschulfreiheitsgesetzes“.
Das IHI als Zentrale Wissenschaftliche Einrichtung der TU Dresden bietet im Dreiländereck zwischen Polen, der Tschechischen Republik und Deutschland Masterstudiengänge mit dem Profil "Biodiversity and Responsible Management" an.
Enge Kooperationen bestehen zur Senckenberg-Gesellschaft und zum Leibniz-Institut für ökologische Raumentwicklung (IÖR) Dresden, mit denen kooperative Berufungen durchgeführt wurden.

## Organisation
Professuren:
- Produktionswirtschaft und Informationstechnik (Thorsten Claus)
- Internationales Management (Stefan Eckert)
- Sozialwissenschaften (Albert Löhr)
- Allgemeine BWL, insbesondere Controlling und Umweltmanagement (Matthias Kramer)
- Umweltbiotechnologie (Martin Hofrichter)
- Ökosystemare Dienstleistungen (Irene Ring)

Kooperative Berufungen:
- Spezielle Zoologie (Wirbellose) (Willi Xylander – mit der Senckenberg-Gesellschaft)
- Spezielle Zoologie (Wirbeltiere) (Hermann Ansorge – mit der Senckenberg-Gesellschaft)
- Biodiversität der Pflanzen (Karsten Wesche – mit der Senckenberg-Gesellschaft)
- Ökologischer revitalisierender Stadtumbau (Robert Knippschild – mit dem IÖR)

Enge Verbindungen bestehen zu den Partnerhochschulen
- Wirtschaftsuniversität Breslau, Polen
- Technische Universität Liberec, Tschechien
- Hochschule Zittau/Görlitz

Am IHI Zittau sind ca. 250 Studierende eingeschrieben. Etwa 60 % der Studierenden kommen aus Deutschland, daneben sind etwa 40 Nationen aller Kontinente (bislang ohne Australien) am IHI Zittau vertreten. Unterrichtssprachen sind, je nach Studiengang verschieden, Deutsch und Englisch.

## Studiengänge
Das Internationale Hochschulinstitut (IHI) Zittau bot im Studienjahr 2019/20 folgende Master-Studiengänge an:

### MasterstudiengangBiotechnologie und Angewandte Ökologie
Der Masterstudiengang wird in Kooperation mit der Hochschule Zittau/Görlitz angeboten.
Unterrichtssprachen sind Deutsch und Englisch.
Themen u. a.:
- Biochemie
- Mikrobiologie
- Bodenbiologie
- Mikrobenphysiologie
- Enzymologie
- Umweltbioverfahrenstechnik
- Genetik

### MasterstudiengangBusiness Ethics und Responsible Management
Unterrichtssprachen sind Deutsch und Englisch.
Themen u. a.:
- Human Resource Management
- Philosophische Grundlagen der Wirtschaftswissenschaften
- Konzepte der Unternehmensethik
- International Corporate Governance
- Wertemanagement und Compliance
- Corporate Social Responsibility als Managementphilosophie
- Stakeholder-Management
- Soziologie der Armut
- Postnationale Institutionenordnung und transkulturelle Organisationen

### MasterstudiengangInternationales Management
Der Masterstudiengang wird in Kooperation mit der Hochschule Zittau/Görlitz angeboten.
Unterrichtssprachen sind Deutsch und Englisch.
Über einen Auslandsaufenthalt an einer Partner-Universität (Uniwersytet Ekonomiczny we Wrocławiu, Andrássy-Universität Budapest, Univerzita Pardubice, Technische Universität Liberec) kann zudem ein Double Degree erworben werden.
Themen u. a.:
- Responsible Management
- Internationales Controlling
- Supply Chain Management
- Human Resource Management
- International Business and Global Society
- Internationales Umweltmanagement
- Internationales Innovationsmanagement
- Interkulturelle Kommunikation + Fremdsprachenkompetenzen

Daneben bietet das Internationale Hochschulinstitut (IHI) Zittau über Zweitmitgliedschaften in den Fakultäten der TU Dresden die Möglichkeit zur Promotion und Habilitation an.

### MasterstudiengangOrganismic and Molecular Biodiversity
In Kooperation mit dem Senckenberg Museum für Naturkunde Görlitz.
Unterrichtssprache ist Englisch.
Themen u. a.:
- Taxonomie von Flora und Fauna
- Mykologie
- Biochemie
- Ökologische Fragestellungen
- Grundlagen des Managements

### MasterstudiengangEcosystem Services
Unterrichtssprache ist Englisch.
Themen u. a.:
- Angewandte Ökologie
- Taxonomie von Flora und Fauna
- Mikrobiologie
- Biodiversität und Gouvernance